# Mantilia ehrmanni
Mantilia ehrmanni es una especie de mantis de la familia Mantidae. Es el único miembro del género monotípico Mantilia.

## Distribución geográfica
Se encuentra en Kenia.